# Saski Baskonia 2001-2002
Questa voce raccoglie le informazioni riguardanti il Saski Baskonia nelle competizioni ufficiali della stagione 2001-2002.

## Stagione
La stagione 2001-2002 del Saski Baskonia è la 29ª nel massimo campionato spagnolo di pallacanestro, la Liga ACB.

## Roster
Aggiornato al 15 novembre 2021.
| TAU Cerámica 2001-02 | TAU Cerámica 2001-02 |
| Giocatori            | Staff tecnico        |
| -------------------- | -------------------- |

| N. | Naz.                                       | Ruolo | Nome                | Anno | Alt.   | Peso   |  |
| -- | ------------------------------------------ | ----- | ------------------- | ---- | ------ | ------ |  |
| 4  | Argentina (bandiera) · Spagna (bandiera)   | AG    | Luis Scola          | 1980 | 206 cm | 109 kg |  |
| 5  | Argentina (bandiera) · Italia (bandiera)   | AP    | Andrés Nocioni      | 1979 | 203 cm | 102 kg |  |
| 6  | Stati Uniti (bandiera)                     | P     | Elmer Bennett (C)   | 1970 | 183 cm | 77 kg  |  |
| 6  | Stati Uniti (bandiera)                     | P     | Charles Byrd        | 1966 | 181 cm |        |  |
| 6  | Porto Rico (bandiera)                      | P     | Carlos Arroyo       | 1979 | 188 cm | 87 kg  |  |
| 7  | Francia (bandiera)                         | AP    | Laurent Foirest     | 1973 | 197 cm | 95 kg  |  |
| 8  | Spagna (bandiera)                          | P     | Ferran López        | 1971 | 188 cm | 88 kg  |  |
| 8  | Spagna (bandiera)                          | AP    | Eduardo Hernández   | 1981 | 196 cm |        |  |
| 9  | Spagna (bandiera)                          | GA    | Sergi Vidal         | 1981 | 199 cm | 86 kg  |  |
| 10 | Argentina (bandiera) · Italia (bandiera)   | G     | Hugo Sconochini     | 1971 | 193 cm | 97 kg  |  |
| 10 | Lituania (bandiera)                        | AP    | Mindaugas Timinskas | 1974 | 200 cm | 97 kg  |  |
| 11 | Grecia (bandiera)                          | P     | Chrīstos Charisīs   | 1976 | 191 cm | 88 kg  |  |
| 12 | Jugoslavia (bandiera)                      | C     | Dejan Tomašević     | 1973 | 208 cm | 113 kg |  |
| 13 | Slovacchia (bandiera) · Italia (bandiera)  | C     | Richard Petruška    | 1969 | 208 cm | 118 kg |  |
| 13 | Argentina (bandiera) · Italia (bandiera)   | C     | Gabriel Fernández   | 1976 | 204 cm | 114 kg |  |
| 14 | Argentina (bandiera) · Italia (bandiera)   | C     | Fabricio Oberto     | 1975 | 208 cm | 111 kg |  |
| 15 | Stati Uniti (bandiera) · Italia (bandiera) | P     | Chris Corchiani     | 1968 | 185 cm | 88 kg  |  |

| Allenatore                                                           |
| - Duško Ivanović                                                     |
| Assistente/i                                                         |
| - Natxo Lezkano Legenda - (C) Capitano - (IN) Inattivo - Infortunato |

## Mercato

### Sessione estiva
| Acquisti | Acquisti        | Acquisti    | Acquisti      | Acquisti |
| R.a      | Nome            | da          | Modalità      |          |
| -------- | --------------- | ----------- | ------------- | -------- |
| C        | Dejan Tomašević | Budućnost   | definitivo    |          |
| P        | Ferran López    | Fuenlabrada | definitivo    |          |
| P        | José Calderón   | Alicante    | fine prestito |          |
| C        | Tiago Splitter  | Alava       | fine prestito |          |

| Cessioni | Cessioni              | Cessioni      | Cessioni       | Cessioni |
| R.       | Nome                  | a             | Modalità       |          |
| -------- | --------------------- | ------------- | -------------- | -------- |
| A        | Saulius Štombergas    | Efes Pilsen   | fine contratto |          |
| C        | Daniel García         | Alicante      | fine contratto |          |
| C        | Victor Alexander      | Free agent    | fine contratto |          |
| P        | Oumarou Toure         | Racing Parigi | fine contratto |          |
| C        | Miguel Ángel Pichardo | Gaia          | fine contratto |          |
| G        | Javier Buesa          | Ourense       | fine contratto |          |
| P        | José Calderón         | Fuenlabrada   | prestito       |          |
| C        | Tiago Splitter        | Bilbao Berri  | prestito       |          |

### Dopo l'inizio della stagione
| Acquisti | Acquisti          | Acquisti        | Acquisti       | Acquisti   |
| R.       | Nome              | da              | Data           | Modalità   |
| -------- | ----------------- | --------------- | -------------- | ---------- |
| C        | Richard Petruška  | Málaga          | ottobre 2001   | definitivo |
| G        | Hugo Sconochini   | Free agent      | novembre 2001  | definitivo |
| C        | Gabriel Fernández | Le Havre        | gennaio 2002   | definitivo |
| P        | Charles Byrd      | Free agent      | gennaio 2002   | definitivo |
| P        | Carlos Arroyo     | Toronto Raptors | gennaio 2002   | definitivo |
| P        | Chrīstos Charisīs | Iraklio Creta   | 10 aprile 2002 | definitivo |

| Cessioni | Cessioni            | Cessioni       | Cessioni      | Cessioni       |
| R.       | Nome                | a              | Data          | Modalità       |
| -------- | ------------------- | -------------- | ------------- | -------------- |
| P        | Ferran López        | Cáceres        | ottobre 2001  | fine contratto |
| C        | Richard Petruška    | Free agent     | dicembre 2001 | rescissione    |
| AP       | Mindaugas Timinskas | Racing Parigi  | gennaio 2002  | rescissione    |
| P        | Charles Byrd        | Trotamundos    | febbraio 2002 | rescissione    |
| P        | Carlos Arroyo       | Denver Nuggets | marzo 2002    | rescissione    |